# Coenosia nova
Coenosia nova är en tvåvingeart som först beskrevs av Stein 1906.  Coenosia nova ingår i släktet Coenosia och familjen husflugor.
Artens utbredningsområde är Madagaskar. Inga underarter finns listade i Catalogue of Life.